# Thelypteris knysnaensis
Thelypteris knysnaensis là một loài thực vật có mạch trong họ Thelypteridaceae. Loài này được N.C. Anthony & Schelpe miêu tả khoa học đầu tiên.